# Bandiat
Der Bandiat [bɑ̃dja] ist ein Fluss im Südwesten Frankreichs, der in der Region Nouvelle-Aquitaine verläuft. Er entspringt im Gemeindegebiet von La Chapelle-Montbrandeix und mündet nach rund 91 Kilometern als linker Nebenfluss in die Tardoire. Sein durchschnittliches Gefälle beträgt 4,06 m/km.

## Durchquerte Départements
- Haute-Vienne, in der Region Nouvelle-Aquitaine
- Dordogne, in der Region Nouvelle-Aquitaine
- Charente, in der Region Nouvelle-Aquitaine

## Orte am Fluss
Im Département Haute-Vienne:
- La Chapelle-Montbrandeix
- Pensol
- Marval

Im Département Dordogne:
- Abjat-sur-Bandiat
- Augignac
- Savignac-de-Nontron
- Nontron
- Saint-Martial-de-Valette
- Saint-Martin-le-Pin
- Lussas-et-Nontronneau
- Javerlhac-et-la-Chapelle-Saint-Robert
- Varaignes

Im Département Charente:
- Souffrignac
- Feuillade
- Marthon
- Saint-Germain-de-Montbron
- Chazelles
- Pranzac
- Bunzac
- Saint-Projet-Saint-Constant
- Rivières
- Agris

## Hydronymie
Die älteste überlieferte Bezeichnung des Bandiats – im Okzitanischen ebenfalls Bandiat genannt – stammt aus dem Jahr 1294, in der er als ripperia de Bandeato erscheint. Im Jahr 1300 wird er dann als fluvium de Bandeato tituliert. Der Ursprung des Worts liegt im Dunkeln. Möglicherweise leitet es sich von der präkeltischen Wurzel °ban ab, welche sich in mehreren französischen Wasserläufen findet – beispielsweise im Flussnamen Banège.

## Geographie

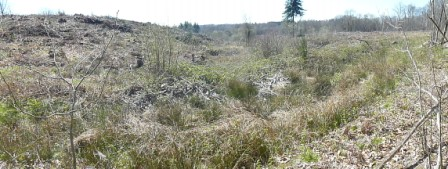
Das Quellgebiet des Bandiats am Puy Chauvet

Der Bandiat entspringt in den Monts de Châlus – in 443 Meter Höhe am Südhang des Puy Chauvet – im Gemeindegebiet von La Chapelle-Montbrandeix, Haute-Vienne. Er fließt dann im Norden des Départements Dordogne zuerst nach Südwesten. Hinter Nontron ändert er seine Fließrichtung nach Nordwest und verlässt das Kristallin des Massif Central (Granodiorit und Paragneis), um in die den Bandiatgraben unterlagernden jurassischen Kalkformationen einzutreten. Bereits vom Weiler Montagenet (Gemeinde Saint-Martial-de-Valette) aus talabwärts verliert der Fluss ständig Wasser in karstischen Hohlräumen des Gesteinsuntergrundes, so dass er statt in Richtung Mündung immer breiter zu werden, ab der Gemeinde Bunzac bedingt durch die Flussschwinden bei Chez Roby, La Racine, Gauffry und La Cuve immer schmäler wird. Bei normaler Niederschlagsmenge verschwindet er einige Kilometer vor seiner Mündung in die Tardoire bei Agris (auf 70 Meter Höhe) vollkommen im Karst von La Rochefoucauld.

## Hydrographie
Das Einzugsgebiet des Bandiats beträgt 559 Quadratkilometer bei einem Höhenunterschied von 373 Meter.
Die Wasserführung des Bandiats kann im Jahreslauf sehr starken Schwankungen unterliegen, abhängig von der jeweiligen Niederschlagsmenge. Die maximalen Niederschläge erfolgen im Winterhalbjahr und registrieren gewöhnlich im Februar. Der tiefste Wasserstand des Sommerhalbjahres ist im August zu verzeichnen. Bei heftigen Regenfällen tritt der Fluss meist sehr schnell über die Ufer und nur zu diesen Zeitpunkten erreicht er dann tatsächlich auch die Tardoire.
Zusammen mit der Tardoire, bei der ebenfalls karstisch bedingte Wasserverluste in Richtung Touvre auftreten, stellt er die Hauptmenge des Quellwassers für das Trinkwasserreservoir der Stadt Angoulême.

## Geologie

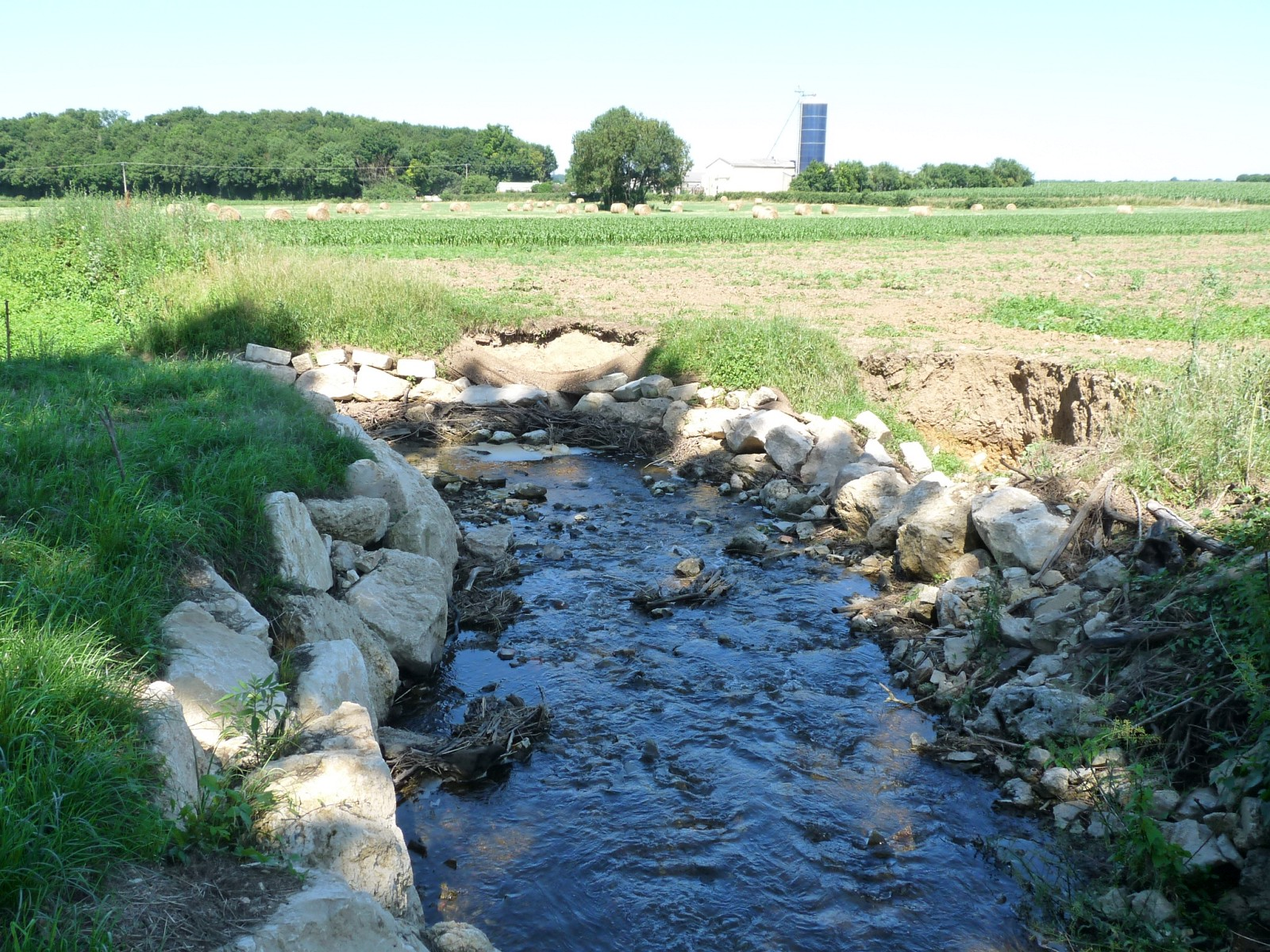
Die letzte Flussschwinde des Bandiats zwischen Rivières und Agris

Die Quelle des Bandiats befindet sich in leptynitischen Augengneisen der Unteren Gneisdecke im nordwestlichen Zentralmassiv. Nach dem Durchqueren eines dünnen Glimmerschieferbands trifft er kurz vor La Chapelle-Montbrandeix auf den Saint-Mathieu-Leukogranit. Mit Erreichen der Gemeindegrenze von Pensol (beim Weiler Lavaud) wechselt der Fluss erneut in die Parautochthone Glimmerschiefereinheit, um vor dem Ortskern von Pensol wieder in den Leukogranit zurückzukehren. Beim zur Gemeinde Marval gehörenden Weiler Lascaux begegnet der Bandiat dem Piégut-Pluviers-Granodiorit, dem er bis Nontron nach Südwesten folgt. Das bisher recht enge Tal weitet sich ab Nontron etwas und der Bandiat durchfließt jetzt plagioklasführende Paragneise – den Nontron-Paragneis. Bei Saint-Martial-de-Valette macht der Fluss eine abrupte Richtungsänderung von 90 Grad und biegt – da sein weiterer Kurs nach Südwesten durch einen Höhenrücken versperrt wird – in den Westnordwest- bis Nordwest-streichenden (N 128) Bandiatgraben ein. Diesem folgt er bis nahe Chazelles. Nach Verlassen des Grabens dreht der Bandiat zuerst nach Nordnordwest und hinter Chazelles schließlich in die Nordrichtung, die er bis zu seiner Mündung bei Agris beibehält.
Den Bandiatgraben unterlagert ab Montagenet flach liegendes bis ganz leicht (5 bis 7 Grad) nach Westen bis Südwesten einfallendes mittleres Bajocium – graue Oolithkalke bzw. deren rekristallisierte Äquivalente. Ab Marthon folgen dann die höheren Glieder oberes Bajocium, Bathonium und unteres Callovium – krypto- bis mikrokristalline Fossilkalke sowie weiße, schräggeschichtete Kalke – und ab Chazelles bis zur Mündung oolithische Kalke des Oxfordiums. Alle diese kalkreichen Jurasedimente sind ab der Unterkreide den Verkarstungsprozessen im Karst von La Rochefoucauld ausgesetzt gewesen – einer in situ erfolgender Porositätssteigerung (eine so genannte Phantomisierung, die bis zu vollständigem Kohäsionsverlust des Gesteins fortschreiten kann) gefolgt von klassischen Kalklösungsprozessen an Diskontinuitäten.

## Ökologie

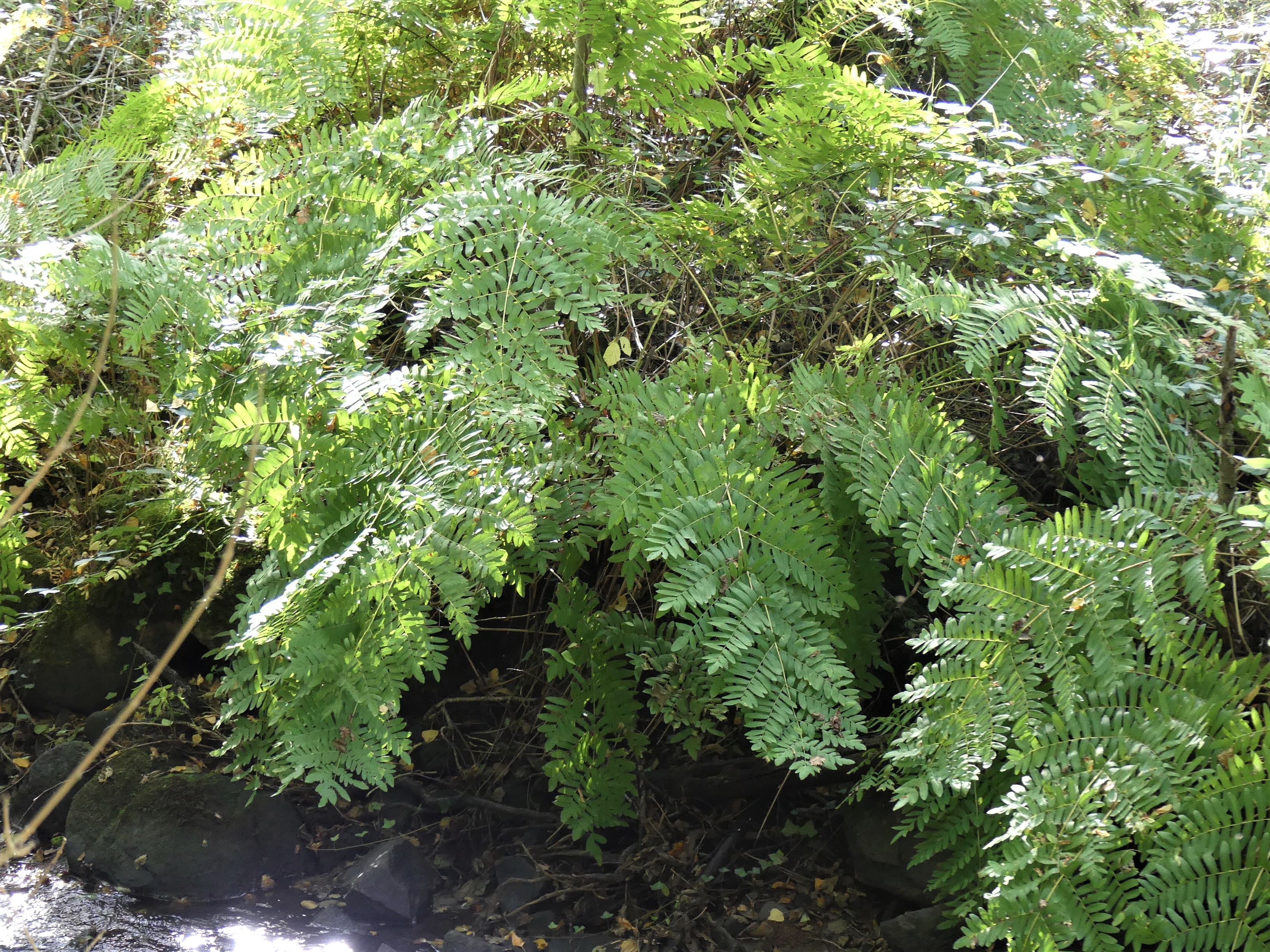
Königsfarn am Bandiat bei Abjat

Der Bandiat durchfließt im Département Haute-Vienne und im Département Dordogne den Parc naturel régional Périgord-Limousin.
Im Département Haute-Vienne befinden sich vier ökologische Schutzzonen (ZNIEFF des Typus 1) am Bandiat mit insgesamt 1220,88 Hektar:
- der an der Quelle gelegene Wald Bois des Essarts mit 702,41 Hektar
- die Heiden und Wiesen beim Weiler Le Puy Doumeau mit 257,45 Hektar
- die Heiden und Feuchtwiesen bei den Weilern Theillaud und Les Tuilières mit 133,92 Hektar
- die Uferzonen des  Étang de Ballerand mit 127,10 Hektar

Folgende Pflanzen treten am Oberlauf des Bandiats im Département Haute-Vienne auf:
Golddistel (Carlina vulgaris), Sumpf-Blutauge (Comarum palustre), die Sonnentaue Mittlerer Sonnentau (Drosera intermedia) und Rundblättriger Sonnentau (Drosera rotundifolia), die Heidekräuter Dorset-Heide (Erica ciliaris) und (Erica scoparia), Schmalblättriges Wollgras (Eriophorum angustifolium), Lungen-Enzian (Gentiana pneumonante), Land-Lobelie (Lobelia urens), Froschkraut (Luronium natans), (Lycopodiella inundata), Moorlilie (Narthecium ossifragum), Sumpf-Herzblatt (Parnassia palustris), die Schnabelriede  Weißes Schnabelried (Rynchospora alba) und Braunes Schnabelried (Rynchospora fusca), Sommer-Drehwurz (Spiranthes aestivalis), Sumpf-Veilchen (Viola palustris) und Efeu-Moorglöckchen (Wahlenbergia hederacea).
Nennenswert sind die Insekten:
Schmaler Schaufelläufer (Cychrus attenuatus), Mulmbock (Ergates faber), Skabiosen-Scheckenfalter (Euphydryas aurinia), ein Edelscharrkäfer (Gnorimus octopunctatus), Spiegelfleck-Dickkopffalter (Heteropterus morpheus), Eremit (Osmoderma eremita), Orangerote Federlibelle (Platycnemis acutipennis) und Sumpfgrille (Pteronemobius heydenii).
Unter den Amphibien Gelbbauchunke (Bombina variegata) und Kreuzkröte (Epidalea calamita).
Unter den Vögeln sind anzuführen:
Krickente (Anas crecca), Wiesenpieper (Anthus pratensis), Purpurreiher (Ardea purpurea), Tafelente (Aythia ferina), Ziegenmelker (Caprimulgus europaeus), Wasseramsel (Cinclus cinclus), Kornweihe (Circus cyaneus), Zistensänger (Cisticola juncidis), Zippammer (Emberiza cia) und Rohrammer (Emberiza schoeniclus), Bekassine (Gallinago gallinago), Wendehals (Jynx torquilla), Heringsmöwe (Larus fuscus), Braunkehlchen (Saxicola rubetra), Erlenzeisig (Spinus spinus) und Provencegrasmücke (Sylvia undata).

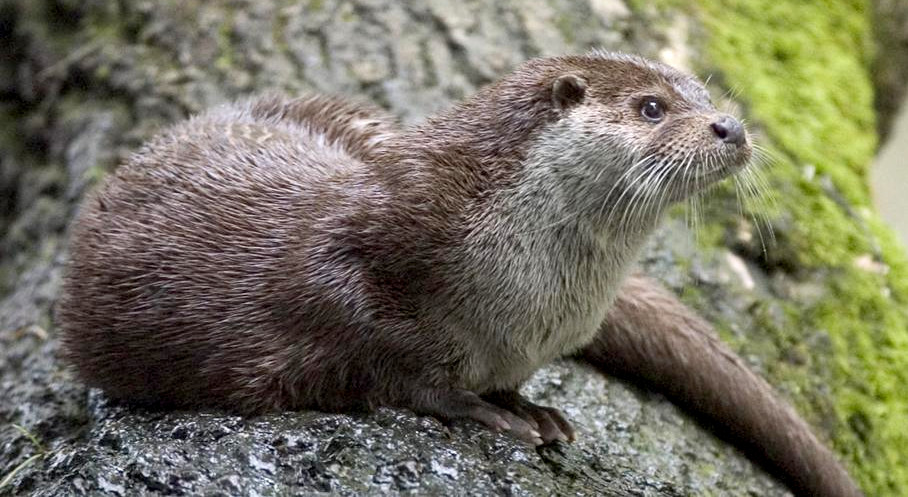
Fischotter

Bei den Säugetieren der Fischotter (Lutra lutra) und Wasserspitzmaus (Neomys fodiens).
Im Département Dordogne stehen insgesamt 1717,79 Hektar als kontinentale ZNIEFF des Typus 1 unter Schutz. Sie verteilen sich auf 16 Gemeinden und erfassen auch Nebenflüsse des Bandiats wie Ruisseau de Fargeas, Ruisseau de l'étang Millau, Ruisseau de l'étang du Moulin de Lestrade, Ruisseau du Moulin de Rhins, Ruisseau de Saint-Martin, die Doue (mit ihrem Nebenfluss Ruisseau des Forges), die Marcourive und den Ruisseau de Varaignes (bzw. Crochet). Diese Schutzzonen nehmen Höhen zwischen 115 und 280 Meter ein.
Geschützt werden 97 Pflanzenarten. Nennenswert hierunter sind Großer Odermennig (Agrimonia procera), Europäischer Strandling (Littorella uniflora), Atlantisches Hasenglöckchen (Hyacinthoides non-scripta), Heidelbeere (Vaccinium myrtillus), Königsfarn (Osmunda regalis) und Grannen-Schildfarn (Polystichum setiferum). 
Beachtung innerhalb der Fauna verdient die seltene Fledermausart Mopsfledermaus (Barbastella barbastellus), die in ganz Frankreich unter Schutz steht.

## Sehenswürdigkeiten am Fluss
- Die Altstadt von Nontron

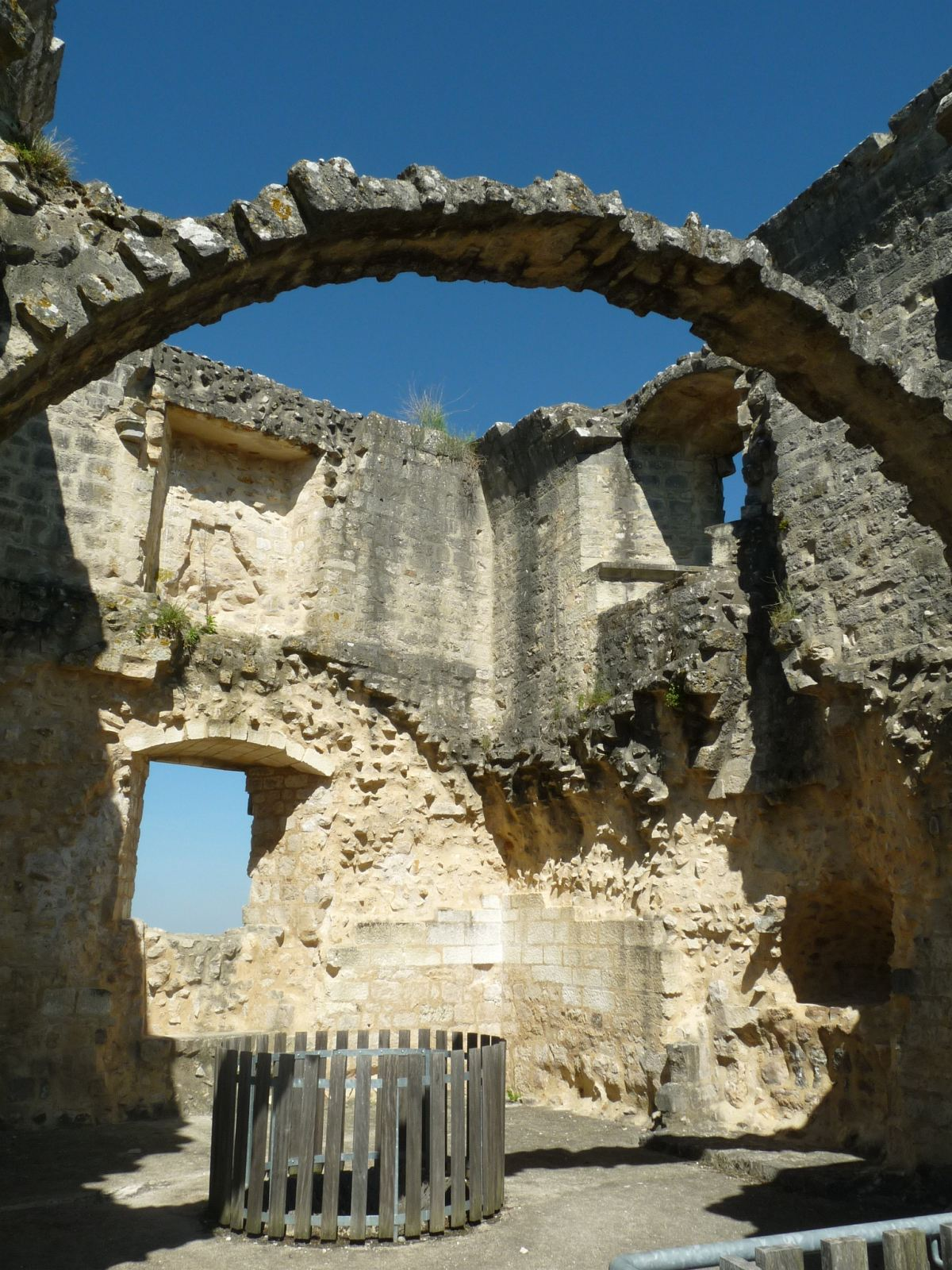
Im Innern des Donjons von Marthon

- Die Kirche Saint-Martial in Saint-Martial-de-Valette
- Die Kirche Saint-Étienne in Javerlhac
- Die Kirche Saint-Pierre in Feuillade
- Der Donjon in Marthon
- Die Kirche Saint-Paul in Chazelles
- Die Totenlaterne in Pranzac
- Die Kirche Saint-Caprais in Agris

## Photogalerie

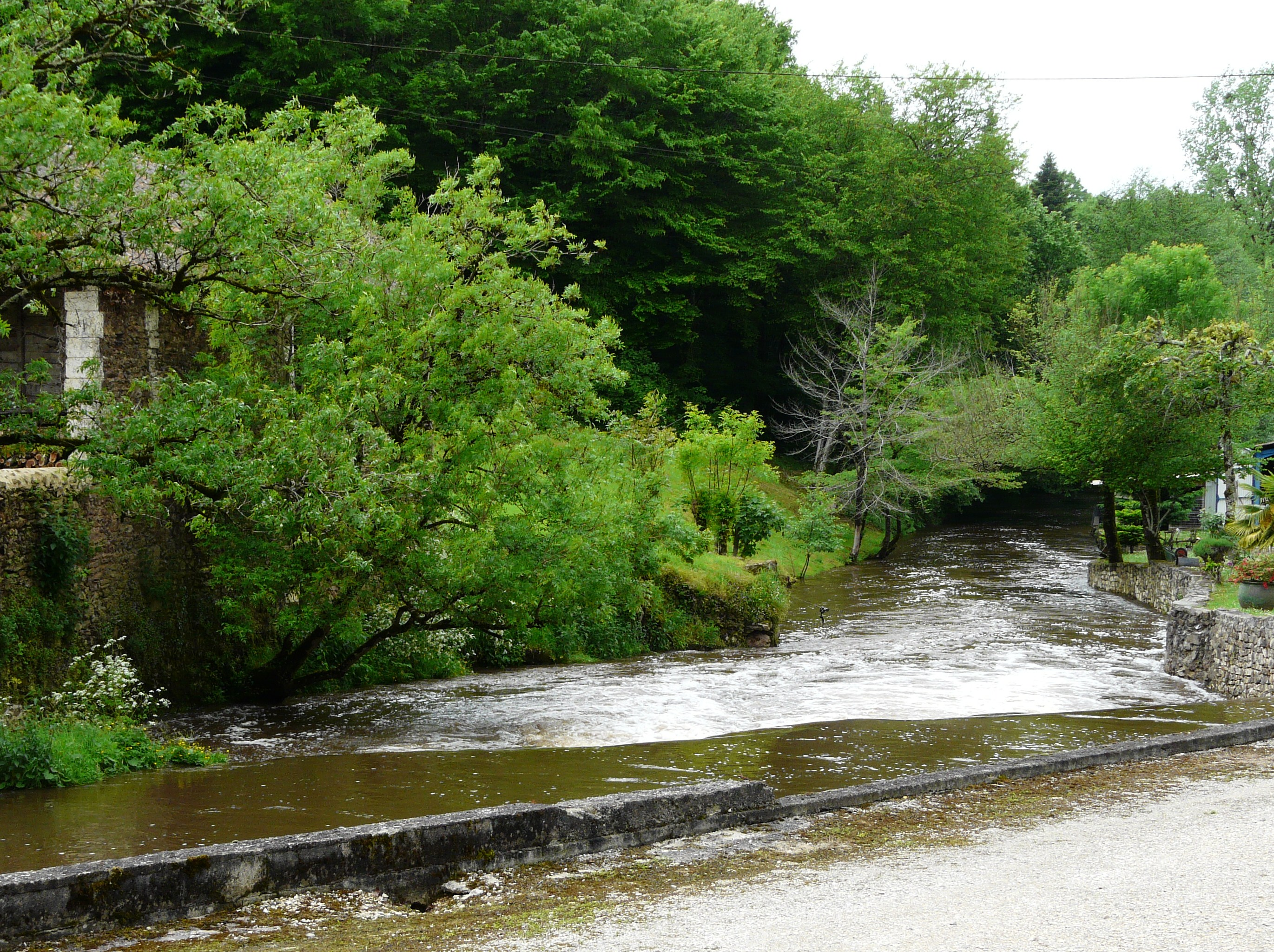
Bandiat bei Saint-Martial-de-Valette
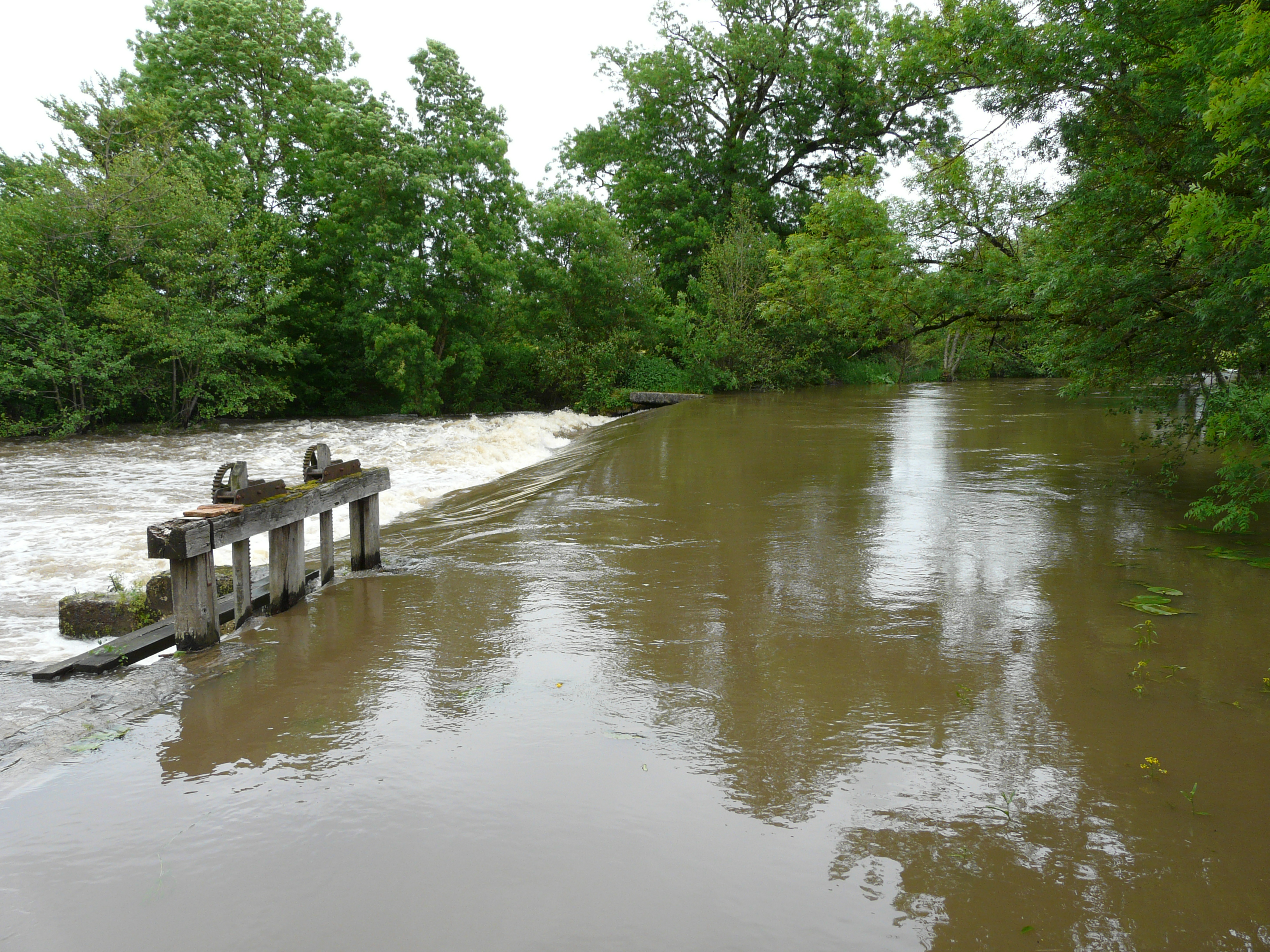
Wehr bei Feuillade
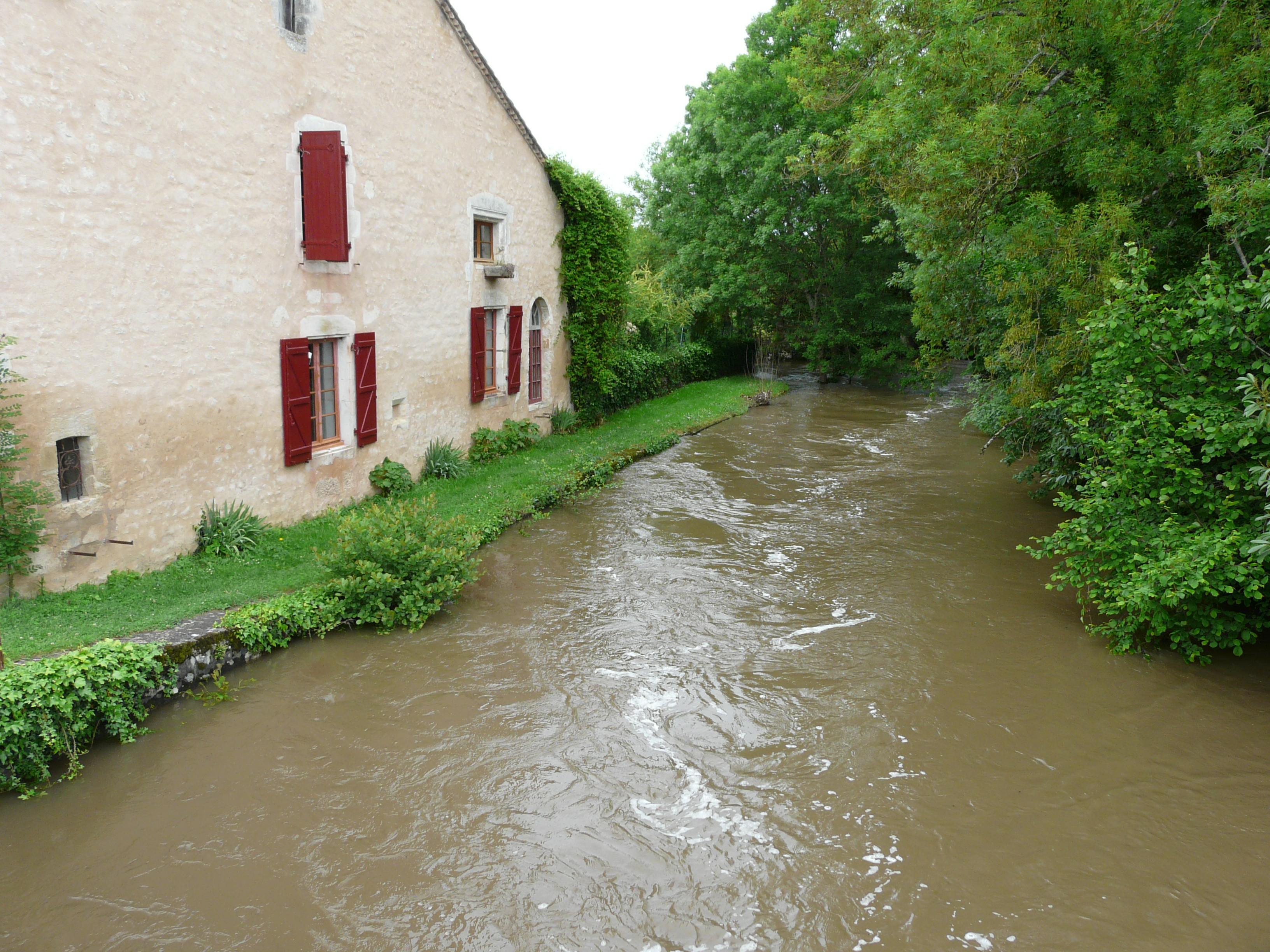
Bandiat bei Marthon
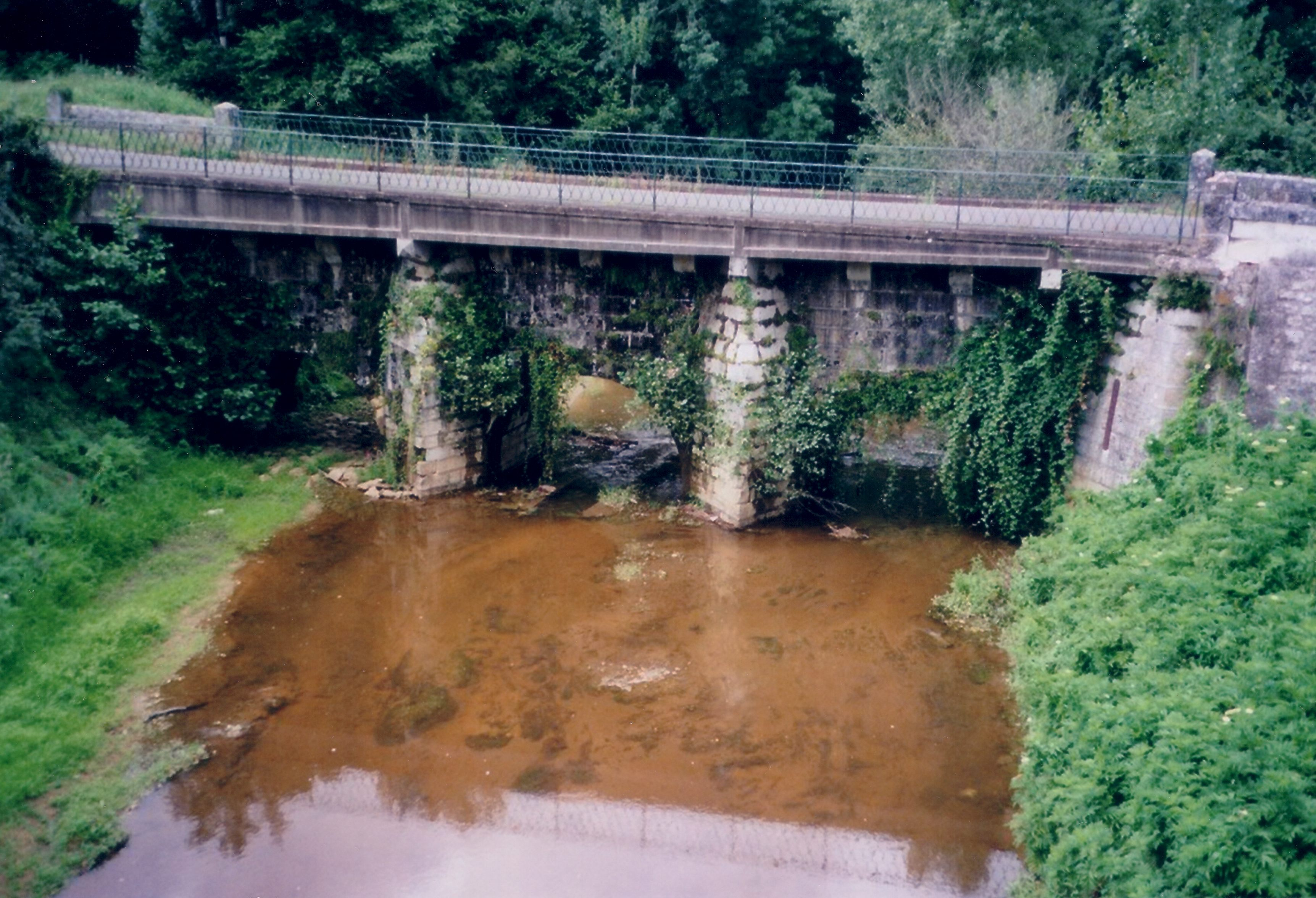
Allmähliche Versickerung bei Pranzac